# Marcie (Peanuts)
Marcie is een personage uit de stripserie Peanuts van Charles M. Schulz. Ze maakte officieel haar debuut in de strip op 18 juni 1968, maar werd pas voor het eerst bij naam genoemd op 11 oktober 1971.

## Achtergrond
Schulz bedacht Marcie als tegenhanger en vriend van Peppermint Patty. Tevens introduceerde hij haar als vriendin voor Charlie Brown. Al eerder introduceerde Schulz een soortgelijk personage genaamd Clara, maar zij verdween al snel toen Marcie haar intrede deed.
Marcie wordt in de strips enkel bij haar voornaam genoemd. In de animatiespecial You're In the Super Bowl, Charlie Brown werd haar achternaam gegeven als "Johnson".

## Personage
Marcie draagt een bril. Ze is de slimste van alle Peanuts-personages en staat bekend als een harde werker. Zo heeft ze ondanks haar jonge leeftijd al een hogeschool uitgekozen waar ze later heen wil. Desondanks is ze ook de meest naïeve van alle personages.
Marcie heeft groot respect voor Peppermint Patty, die ze altijd aanspreekt als “Sir”. Bij haar introductie in de strip leek Marcie nog jonger dan Patty, maar later werden de twee samen in dezelfde klas gezien. Net als Patty heeft ze een oogje op Charlie Brown, die ze meestal “Charles” noemt. In tegenstelling tot Patty deinst Marcie er niet voor terug om Charlie openlijk te vragen hoe hij over haar denkt.
Marcie is niet ervaren in sporten, maar staat Patty vaak bij met advies. Patty negeert dit advies vaak, met voor haar vervelende gevolgen.
Marcie speelde regelmatig een grote rol in Snoopy’s fantasiewereld, waarin hij zich inbeeldde een piloot uit de Eerste Wereldoorlog te zijn. In Snoopy’s fantasie is Marcie zijn vriendin, en haar huis het café waar hij graag verblijft.